# Ilha Salm
A ilha Salm (em russo:  остров Сальм; Ostrov Sal'm) é uma ilha de forma quase redonda no arquipélago da Terra de Francisco José, Rússia.
A ilha Salm é quase completamente coberta por glaciares excepto num cabo na costa sul. O seu comprimento máximo é de 17 km e a área é de 344 km². O ponto mais alto tem 343 m de altitude.
Recebeu o seu nome em homenagem à Expedição austro-húngara ao Polo Norte: Salm-Hoogstraeten era o nome da dinastia aristocrática à qual o Conde Alfred Wilhelm Karl Alexander Graf von Salm-Hoogstraeten, um dos principais patrocinadores da expedição, pertencia. A dinastia Salm-Hoogstraeten não deve ser confundida com a dinastia Hochstetter.
A ilha é rodeada por outras menores:
- Ostrova Bisernyye - dois pequenos ilhéus na costa sul
- Ilhas Hochstetter (острова Гохштеттера or острова Хохштеттера)
- Koldewey (остров Kольдевея), que recebeu o nome do capitão Carl Koldewey, líder da segunda expedição alemã ao Ártico em 1869-70
- Schönau (остров Шёнау)
- Wilczek (остров Вильчека), com 10 km de comprimento
- Litke (остров Литке), com 14 km² e que homenageia com o seu nome o explorador Fyodor Petrovich Litke